# 1113 Katja
1113 Katja är en asteroid i huvudbältet som upptäcktes den 15 augusti 1928 av den ryska astronomen Pelageja Sjajn. Dess preliminära beteckning var 1928 QC. Den fick senare namn efter den vid observatoriet arbetande assistenten Jekaterina (Katja) Iosko.
En oberoende upptäckt av asteroiden gjordes den 24 augusti av den tyske astronomen Max Wolf.
Katjas senaste periheliepassage skedde den 13 december 2017.[Uppdatering behövs] Dess rotationstid har beräknats till 18,465 timmar.